# Tweede Kamerverkiezingen in het kiesdistrict Tilburg (1848-1850)
Tweede Kamerverkiezingen in het kiesdistrict Tilburg (1848-1850) geeft een overzicht van verkiezingen voor de Nederlandse Tweede Kamer in het kiesdistrict Tilburg in de periode 1848-1850.
Het kiesdistrict Tilburg werd ingesteld na de grondwetsherziening van 1848. Tot het kiesdistrict behoorden de volgende gemeenten: Berkel-Enschot, Boxtel, Cromvoirt, Diessen, Esch, Gilze en Rijen, Goirle, Haaren, 
Helvoirt, Hilvarenbeek, Liempde, Loon op Zand, Moergestel, Oisterwijk, Tilburg en Udenhout.
Het kiesdistrict Tilburg vaardigde in dit tijdvak per zittingsperiode één lid af naar de Tweede Kamer. 
Legenda
- vet: gekozen als lid van de Tweede Kamer.

## 30 november 1848
De verkiezingen werden gehouden na ontbinding van de Tweede Kamer, na inwerkingtreding van de herziene grondwet.
|                  | 30 november |
| ---------------- | ----------- |
| Kiesgerechtigden | 795         |
| Opkomst          | 650         |
| Geldige stemmen  | 649         |
| Blanco stemmen   | 1           |
| Kandidaten       |             |
| J.A. Mutsaers    | 607         |

## Voortzetting
In 1850 werd het kiesdistrict Tilburg omgezet in een meervoudig kiesdistrict, waaraan gedeelten van de opgeheven kiesdistricten Heusden (de gemeenten Besoyen, Capelle, Sprang, Vrijhoeve-Capelle en Waspik) en Zevenbergen (de gemeenten Dongen, Geertruidenberg, 's-Gravenmoer, Hooge en Lage Zwaluwe, Made en Drimmelen, Oosterhout, Raamsdonk, Terheijden en Zevenbergen) en van de in een meervoudig district omgezette kiesdistricten Breda (de gemeenten Alphen, Baarle-Nassau en Chaam) en Eindhoven (de gemeenten Bladel, Hooge en Lage Mierde, Hoogeloon Hapert en Casteren, Oirschot, Oost-, West- en Middelbeers en Reusel) toegevoegd werden. De gemeenten Boxtel, Esch, Helvoirt en Liempde werden ingedeeld bij het al bestaande kiesdistrict 's-Hertogenbosch. 